# Luca Gelfi
Luca Gelfi (* 21. Juni 1966 in Seriate, Lombardei; † 3. Januar 2009 in Torre de’ Roveri, Lombardei) war ein  italienischer Radrennfahrer, der von 1988 bis 1998 als Profi aktiv war.

## Biografie
1984 gewann Gelfi das Rennen Trofeo Emilio Paganessi und bei der Settimana Ciclistica Lombarda wurde er 1986 Dritter hinter Zenon Jaskuła und Ivan Romanov. Bei den Mittelmeerspiele 1987 in Latakia, Syrien gewann Gelfi das Straßenrennen über 170 km vor dem Spanier Eduardo Ruiz Santamaria und seinem Landsmann Fabrizio Bontempi. 1988 wurde Gelfi Profi bei dem Team Del Tongo. 1989 wurde er Dritter bei Giro del Trentino, Fünfter bei Firenze–Pistoia und Sechster bei der Belgien-Rundfahrt. 1990 gelang es ihm beim Giro d’Italia zwei Etappen zu gewinnen. Außerdem beendete er den Giro di Toscana auf Platz 6. 1993 belegte er beim Sieg von Maurizio Fondriest bei Mailand-Sanremo mit knapp 4 Sekunden Rückstand den zweiten Rang. Bei Giro di Puglia wurde Gelfi erneut Zweiter hinter dem Sieger Giuseppe Calcaterra. 1994 wurde er Sechster bei der Baskenland-Rundfahrt. 1995 wurde er Dritter beim GP Industria & Artigianato di Larciano, Fünfter bei der Mittelmeer-Rundfahrt, Achter bei der Tre Valli Varesine und Zehnter bei Tirreno-Adriatico. 1996 wurde er Neunter bei Tirreno-Adriatico. 1997 wurde er Achter beim Grand Prix Midi Libre und jeweils Zehnter bei Paris-Tours und bei der Gran Piemonte. 1998 belegte er nochmals den sechsten Platz bei GP Industria & Artigianato di Larciano und einen zehnten Platz beim Giro di Toscana. Nach der Saison 1998 beendete er seine Karriere.
Nach dem Profisport arbeitete er in seinem Radsportgeschäft in Torre de’ Roveri und unterstützte das Junioren-Team Fratelli Giorgi als technischer Leiter. Gelfi litt angeblich unter Depressionen. Er wurde am 3. Januar 2009 von seinem Geschäftspartner, Luca Bergamini, in den Geschäftsräumen in Torre de’ Roveri erhängt vorgefunden.

## Erfolge
1987
- Mittelmeerspiele – Straßenrennen

1988
- Cronostaffetta

1990
- zwei Etappen Giro d’Italia

1997
- eine Etappe Volta a Portugal

## Grand-Tour-Platzierungen
| Grand Tour            | 1989 | 1990 | 1991 | 1992 | 1993 | 1994 | 1995 | 1996 | 1997 | 1998 |
| --------------------- | ---- | ---- | ---- | ---- | ---- | ---- | ---- | ---- | ---- | ---- |
| Giro d’ItaliaGiro     | 27   | 42   | 86   | 65   | 36   | DNF  | 80   | –    | –    | 76   |
| Tour de FranceTour    | –    | –    | –    | –    | –    | –    | –    | DNF  | –    | –    |
| Vuelta a EspañaVuelta | –    | –    | –    | –    | 14   | 53   | –    | –    | 87   | –    |